# Apolonie Rozálie Vratislavová z Mitrovic
Hraběnka Apolonie Rozálie Šporková, roz. Vratislavová z Mitrovic (19. února 1666, Praha – 30. září 1747 tamtéž) byla česká šlechtična z rodu Vratislavů z Mitrovic, manželka hraběte Ferdinanda Leopolda Šporka.

## Život
Podle dostupných informací se narodila 19. února 1666, historici si však dosud nejsou jisti, kdo byli její rodiče – tuto skutečnost ztěžuje nedostatek dobových materiálů a také rozvětvenost rodu. Pravděpodobně jimi byli Petr Ladislav Arnošt Vratislav z Mitrovic a jeho manželka Anežka Eliška Bechyňová z Lažan. V době jejího narození dosud nestál pražský rodový Vratislavský palác, proto se zřejmě narodila v některém z měšťanských domů, které měla rodina v nájmu. Rod v té době vlastnil statek Starý Knín, který v roce 1669 Petr Vratislav prodal a vzápětí zakoupil Staré Mitrovice. Ani o dětství Apolonie nejsou známy bližší informace.

### Manželství

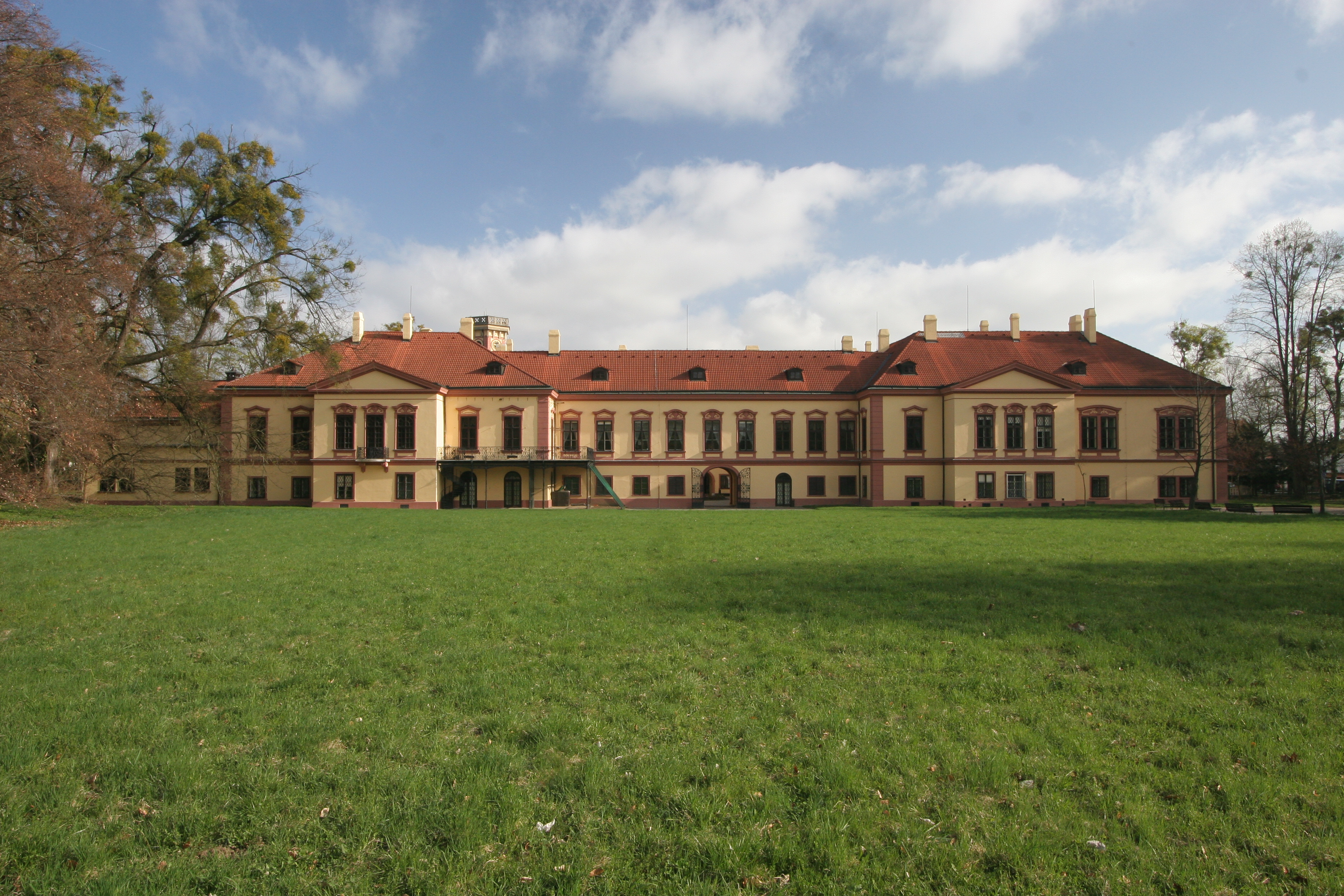
Zámek v Heřmanově Městci

19. září 1687 se v Praze provdala za hraběte Ferdinanda Leopolda Šporka, bratra mecenáše Františka Antonína Šporka. Ferdinand Leopold v té době vlastnil panství Heřmanův Městec a Hořiněves, navíc zastával funkci nejvyššího královského lovčího. Na druhou stranu od dětství trpěl sklony k agresivitě a sadismu, kromě toho také holdoval alkoholu. Apolonie se pravděpodobně tuto skutečnost dozvěděla krátce po svatbě. Novomanželé se usadili na zámku v Heřmanově Městci, což po předchozím životě v panském domě (staromitrovická tvrz v té době již nebyla obyvatelná) byla pro Apolonii změna.
Během deseti let manželství se jim narodilo šest dětí, přičemž jediná dcera a nejstarší syn zemřeli nedlouho po porodu. Další syn zemřel v dětství. Apolonie spolu se třemi syny (Jan Michal 1692-13. ledna 1738, Jan Josef 22. listopadu 1693-1749, Jan Rudolf 27. března 1695-21. ledna 1759) pak musela snášet manželovy výtržnosti a útisk. Ten se v roce 1693 poprvé ocitl před soudem, když k smrti ukopal svého štolbu. Od soudu odešel pouze s podmínkou, musel však úřadům zaplatit pokutu 1500 zlatých. V roce 1698 se manželé ocitli u soudu, když Apolonie požádala u pražské arcibiskupské konzistoře o rozvod. V protokolu, který byl při projednávání sepsán, se můžeme dozvědět informace o atmosféře, která vládla na zámku v Heřmanově Městci, ale také svědectví, jak se Ferdinand Leopold snažil přinutit kuchaře, aby manželce přimíchal do polévky prudký jed. Tato skutečnost se nakonec ukázala jako nejzásadnější informací a soud tak Apolonii vyhověl a manželství rozvedl.
Krátce po skončení soudu se Apolonie Rozálie přestěhovala se svými dětmi na zámek Hořiněves. V roce 1699 byla okolnostmi přinucena obrátit se na místodržitelství s žádostí o uvalení kurately na Ferdinanda Leopolda. K tomu došlo ovšem až v roce 1702, poté co pobodal dalšího svého štolbu. V té době se na její stranu postavil i švagr František Antonín Špork a právě jemu byla svěřena správa panství. Ferdinand Leopold byl zatčen, odvezen do Kladska, odkud však po krátké době uprchl (pravděpodobně do Halle či Lipska). V roce 1704 se mu za pomoci právníka Václava Neumanna z Puchholzu a úplatku 40 000 podařilo vymoci si u císaře zrušení kurately. Krátce poté se podílel na výtržnostech v Karlových Varech a po návratu do Heřmanova Městce nechal zničit vše, co tu František Antonín zařídil. O těchto a dalších činech informují časté stížnosti Apolonie Rozálie, která měla strach o majetek, který měl připadnout jejich dětem. Zároveň také žádala o uvalení další kurately, ovšem ta byla díky úplatku u císařského dvora dlouhou dobu odkládána a to i přes excesy, kterých se její manžel dopouštěl. Mezi ně patřila např. střelba na kočár sedleckého opata Jindřicha Snopka či událost, při které nařídil svým vyzbrojeným podruhům a pacholkům vyhnat z Heřmanova Městce Františka Antonína, který za ním přijel na návštěvu. Navíc se mu podařilo přesvědčit bratra, že Apolonie je jen hamižná intrikánka, které jde pouze o jeho majetek.

### Správa panství
V roce 1706 se situace mezi ní a Františkem Antonínem ještě více vyostřila. Na jejího manžela Ferdinanda Leopolda byla uvalena nová kuratela a ten byl odvezen na léčení do Prahy a následně do lázní Baden v Rakousku. Správou panství byla pověřena Apolonie. Druhá kuratela skončila v roce 1710 a 18. dubna roku 1711 Ferdinand zemřel. Následně se František Antonín obrátil na soud a žádal o vydání majetků svého zemřelého bratra. Teprve po několika letech, zřejmě po uvědomění si, že již nebude mít mužského potomka, se s Apolonií usmířil. Apolonie se pak musela postarat o své dospívající syny, kterým dokázala zajistit vzdělání a umožnila jim absolvovat kavalírské cesty.

### Závěr života
V roce 1714 se její nejstarší syn Jan Josef ujal správy panství a ona se se pak stáhla do soukromí. Hraběnka Apolonie Rozálie zemřela 30. září 1747 v Praze a dožila se tak na tu dobu úctyhodného věku 81 let.